# قتال الكاراتيه
قتال الكاراتيه (بالإنجليزية: Karate Combat)‏ هي علامة تجارية تروج لأول دوري احترافي للكاراتيه، وتستضيف أحداثًا عالمية منذ أبريل 2018. يقع المقر الرئيسي للشركة الخاصة في دبي وقد أسسها روبرت برايان.